# Rudolfinum (Hradec Králové)
Rudolfinum v Hradci Králové je novobarokní budova na Pospíšilově třídě, ve které kdysi sídlil ústav pro neslyšící děti. Podle toho se jí také někdy říká „Hluchák“. Už od roku 1958 je budova chráněna jako kulturní památka České republiky.
Ústav založil roku 1881 královéhradecký biskup Josef Jan Evangelista Hais a na památku sňatku korunního prince Rudolfa s belgickou princeznou Stefanií jej pojmenoval Rudolfinum. Vlastní budova Rudolfina ale byla postavena na základě návrhu architekta Arnošta Jenšovského až v letech 1901 až 1902 (do té doby ústav sídlil v několika domech v Tomkově a Dlouhé ulici). Přízemí je bosované, v průčelí je využit vysoký řád polosloupů, podpírajících barokizující římsu se štítem a atikou. V interiéru je dominantní tříramenné schodiště. Rudolfinum bylo na svou dobu výborně vybaveno, byla zde např. tělocvična, bazén nebo kaple a celý objekt byl ústředně vytápěn. Využívalo jej stále zhruba 80 dětí z celé diecéze, které v Rudolfinu bydlely a zároveň zde byly na úrovni obecné školy vzdělávány. Ředitel, osm řádových sester a jeden odborný učitel zajišťovali do jisté míry individuální přístup ke každému chovanci. Dozor vykonávalo kuratorium v čele s biskupem.
Během první světové války budova sloužila navíc jako vojenská nemocnice, za první republiky zde byly přijímány jen české děti, německé musely odejít do Litomyšle, ale v protektorátním období se situace obrátila a objekt byl určen pouze německé mládeži. Po obnovení republiky ústav začal vydávat časopis Náš list, na školní zahradě organizoval veřejně přístupné slavnosti a v neposlední řadě navázal úzkou spolupráci s nově založenou lékařskou fakultou, která umožňovala péči o řečově nebo sluchově postiženou mládež na odborné úrovni. Vznikla zde tehdy také specializovaná mateřská škola. Po změně režimu byl ústav ale k 1. září 1948 postátněn a definitivní konec znamenal rok 1952, kdy budovu začala využívat Vojenská lékařská akademie. Později také sloužila jako kožní klinika fakultní nemocnice.
Budova byla od konce roku 2011 od začátku roku 2014 využívána Gymnáziem J. K. Tyla během rekonstrukce jeho historické budovy. Od 8. února 2016 začala sloužit Obchodní akademii, Střední odborné škole a Jazykové škole s právem státní jazykové zkoušky, Hradec Králové.